# The Trees They Grow High

The Trees They Grow High est une chanson folklorique populaire en Grande-Bretagne. La chanson est connue par de nombreux titres, dont The Trees They Do Grow High, Daily Growing, Young But Daily Growing et Bonny Boy is Young (But Growing).
Un fragment de deux vers de la chanson se trouve dans la collection de manuscrits écossais des années 1770 de David Herd . Il a été utilisé par Robert Burns comme base pour son poème Lady Mary Ann (publié 1792). 
Le thème de la chanson est un mariage arrangé d'une jeune fille par son père à un garçon qui est encore plus jeune qu'elle. Il existe de nombreuses versions, à la fois de la mélodie et des paroles. Dans de nombreuses paroles, le marié a douze ans quand il se marie et devient père à 13 ans.

## Contexte
La ballade a été imprimée sur de nombreuses "feuilles volantes". Les paroles peuvent avoir été fondées sur le mariage de Lord Craighton à Elizabeth Innes au XVIIe siècle. Il existe différents arrangeurs récents de cette chanson populaire, y compris le célèbre compositeur anglais Benjamin Britten. Le compositeur britannique Patrick Hadley a écrit une symphonie chorale à grande échelle sur une version de la mélodie et les paroles.

## Enregistrements
Utilisant le récent équipement d'enregistrement sonore, le compositeur anglais Ralph Vaughan Williams était en mesure de faire un enregistrement réel de la chanson en 1907, chanté par David Penfold, le propriétaire de la Plough Inn à Rusper dans le Sussex. 
Depuis les années 1960, la chanson a joué sur les albums de nombreux artistes folkloriques d'influence, y compris Joan Baez, qui l'a inclus sur son deuxième album en 1961, ainsi que Martin Carthy sur son premier album en 1965. Une autre version célèbre est apparue sur  l'album À l'Olympia d'Alan Stivell, un best-seller live qui a marqué l'année 1972. La chanson a également été enregistrée par Pentangle sur leur double album Sweet Child, Steeleye Span sur Now We Are Six (nom Long-A-Growing), et par Angelo Branduardi (version italienne Gli Alberi Sono Alti) sur son album La Luna en 1975. Sarah Brightman a également enregistré la chanson sur son album The Trees They Grow So High. Une version a cappella apparaît sur l'album Starry Gazey Pie de Brenda Wootton en 1975, chantée en deux parties harmoniques avec Robert Bartlett.
En 2002, la chanson a été enregistrée sous le titre « Daily Growing » par le groupe irlandais Altan, avec Mairead Ní Mhaonaigh au chant et Paul Brady qui contribue en tant que chanteur invité, sur l'album The Blue Idol. Elle est jouée en concert par l'auteur-compositeur-interprète écossais Donovan sous le titre Young But Growing. Elle a également été enregistrée par Bob Dylan lors des sessions The Basement Tapes, mais n'a été publiée que plus tard sur les bootlegs de The Basement Tapes origine et plus tard A Tree With Roots. En 2009, Show of Hands utilisé le premier verset comme un refrain de leur chanson "IED", de leur album Arrogance Ignorance and Greed.
En 2012, Merrymouth, un groupe de folk dirigé par Simon Fowler de Ocean Colour Scene a enregistré la chanson pour leur premier album Simon Fowler Merrymouth. The Voice of the People comprend deux enregistrements de chanteurs traditionnels : The Bonny Boy chanté par Fred Jordan sur Volume 3: O’er His Grave the Grass Grew Green - Tragic Ballads, et Young But Growing chantée par Marie McGarvey sur Good People, Take Warning : Ballads by British and Irish Traditional Singers.